# Bundesstraße 185
Die Bundesstraße 185 (Abkürzung: B 185) ist eine deutsche Bundesstraße im Bundesland Sachsen-Anhalt. Sie verbindet in Ost-West-Richtung die Stadt Dessau-Roßlau mit dem Harz. Zwischen Köthen (Anhalt) und Dessau-Roßlau ist die B 185 Teil der Deutschen Alleenstraße.

## Geschichte
Die heutige Bundesstraße 185 verband die wichtigsten Residenzstädte des Fürstentums Anhalt. Lediglich der Streckenabschnitt zwischen Aschersleben und Ermsleben lag auf preußischem Territorium. Diese Teilstrecke wurde als preußische Staatschaussee Nr. 90a bezeichnet und 1842 fertiggestellt.
Die 64,7 km lange Reichsstraße 185 zwischen Dessau und Aschersleben wurde um 1937 eingerichtet. In den 1960er Jahren wurde diese Straße bis Alexisbad verlängert.
Seit dem Jahr 2000 wird die Bundesstraße 185 als Teil des Projekts Bundesstraße 6n ausgebaut und abschnittsweise neu trassiert.

## Ausbauzustand
Der Ausbauzustand der B 185 gliedert sich wie folgt:
| Abschnitt                                                               | Streifen | Trennstreifen | Bemerkung |
| ----------------------------------------------------------------------- | -------- | ------------- | --------- |
| Harzgerode – AS Aschersleben-West                                       | 2        | nein          |           |
| Dessau-Roßlau – Dessau-Friederikenplatz (Abstufung geplant)             | 4        | ja            | städtisch |
| Dessau-Friederikenplatz – L 135 Dessau OT Mildensee (Abstufung geplant) | 3        | nein          |           |
| L 135 Dessau OT Mildensee – AS Dessau-Ost (Abstufung geplant)           | 4        | ja            |           |